# Mercedes-Benz LN
Mercedes-Benz LN (моделі «608-2024») — серія середньотоннажних вантажних автомобілів, що виготовлялась з 1964 по 1998 роки між легким T2 важчим SK.

## Mercedes-Benz LN1/LP (BM314/316/318)— легка гама

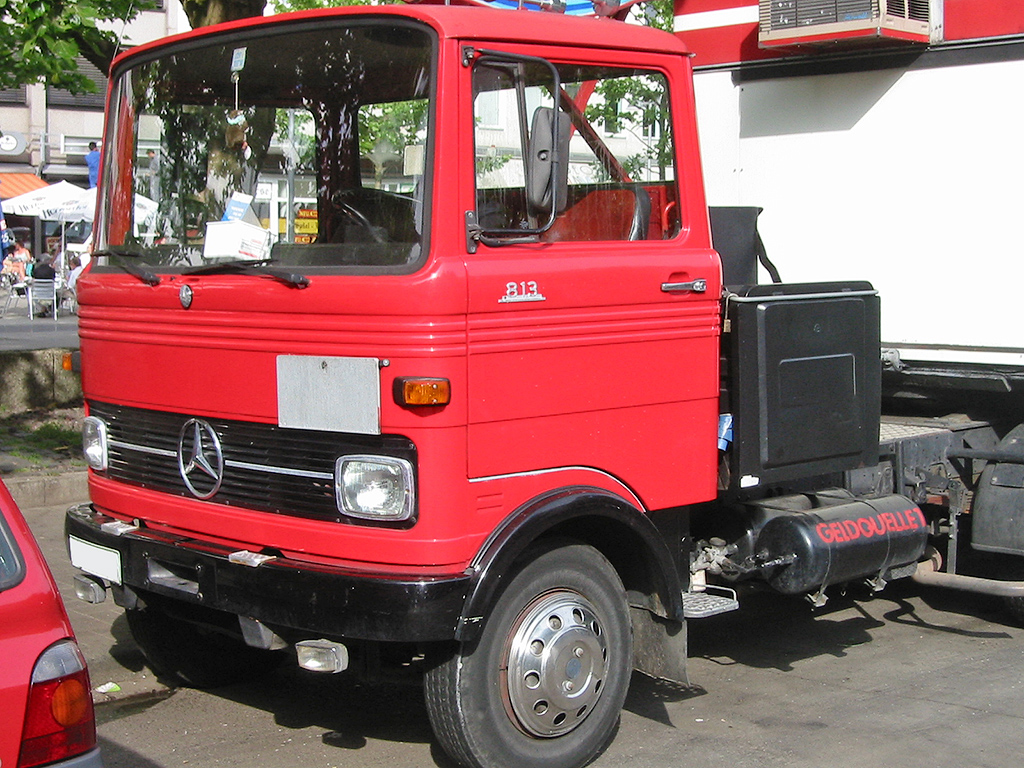
Mercedes-Benz 813

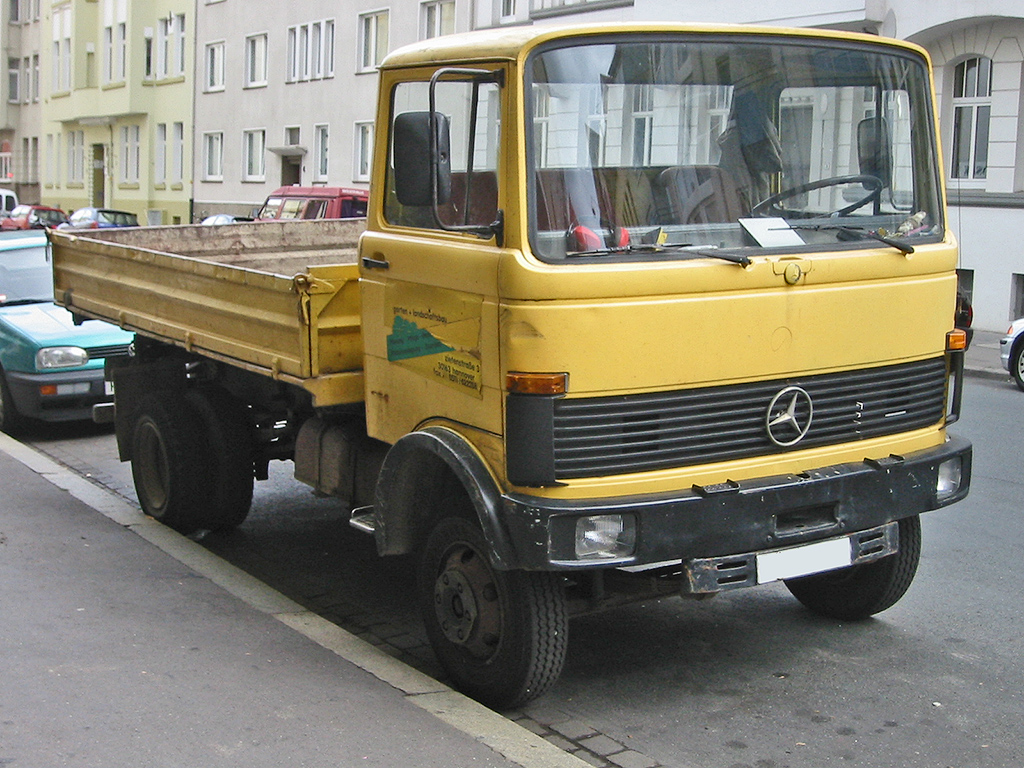
Mercedes-Benz LP (1977—1984)

В 1964 році було представлено легке сімейство безкапотних вантажівок LN першого покоління. Спочатку його представляла вантажівка LP911 із короткою кабіною і майже плоскою передньою панеллю. Через кілька років ця серія включала ряд моделей від LP608 до LP913 повною масою 6—9 т з 4 (OM 314) — і 6-циліндровими (OM 352) дизелями (80—130 к. с.) і 5-ступінчастими коробками передач. LP608 із двигуном OM 314 потужністю 80 к. с. був представлений в 1965 р., а LP808 вантажопідйомністю 7,5 т — в 1967 р.

### Фейсліфтинг 1977
В 1977 році сімейство LP модернізували. Нові автомобілі зовні відрізнялися фарами, які перемістилися на бампер і зміненою решіткою радіатора. З'явилися версії вантажопідйомністю 10 т. Велика частина автомобілів комплектувалися двигуном, потужністю 130 к. с. До 1984 року виготовили понад 300 тис. штук вантажівок першого покоління.

### Модифікації
- 608 (OM 314, 80 к.с.)
- 709 (OM 314, 85 к.с.)
- 808 (OM 314, 80 к.с.)
- 809 (OM 314, 85 к.с.)
- 811 (OM 352 II, 110 к.с.)
- 813 (OM 352, 130 к.с.)
- 913 (OM 352, 130 к.с.)
- 1013 (OM 352, 130 к.с.)
- 1113 (OM 352, 130 к.с.)

### Двигуни
- Чотирициліндровий рядний двигун OM 314 з дизельним прямим уприскуванням
- Шестициліндровий рядний двигун OM 352 з дизельним безпосереднім уприскуванням

|                         | OM 314                                | OM 314                                | OM 352.II                     | OM 352                                                                  |
| ----------------------- | ------------------------------------- | ------------------------------------- | ----------------------------- | ----------------------------------------------------------------------- |
| Двигун                  | Дизельний двигун                      | Дизельний двигун                      | Дизельний двигун              | Дизельний двигун                                                        |
| Циліндри                | 4                                     | 4                                     | 6                             | 6                                                                       |
| Об'єм                   | 3783 см³                              | 3783 см³                              | 5675 см³                      | 5675 см³                                                                |
| Потужність              | 59 kW (80 к.с.) при 2800/min          | 63 kW (85 к.с.) при 2800/min          | 81 kW (110 к.с.) при 2900/min | 96 kW (130 к.с.) при 2800/min                                           |
| Крутний момент          | 23 mkp 1600/min                       | 235 Nm (24 mkp) 1800/min              | 32 mkp 1600/min               | 363 Nm (37 mkp) 2000/min                                                |
| Типи                    | LP 608 LPS 608 LPK 608 LP 808 LPK 808 | LP 709 LPS 709 LPK 709 LP 809 LPK 809 | LP 811 LPS 811 LPK 811        | LP 813 LPS 813 LPK 813 LP 913 LPK 913 LP 1013 LPK 1013 LP 1113 LPK 1113 |
| можливі інші комбінації |                                       |                                       |                               |                                                                         |

## Mercedes-Benz LN2/LK (BM673-679)

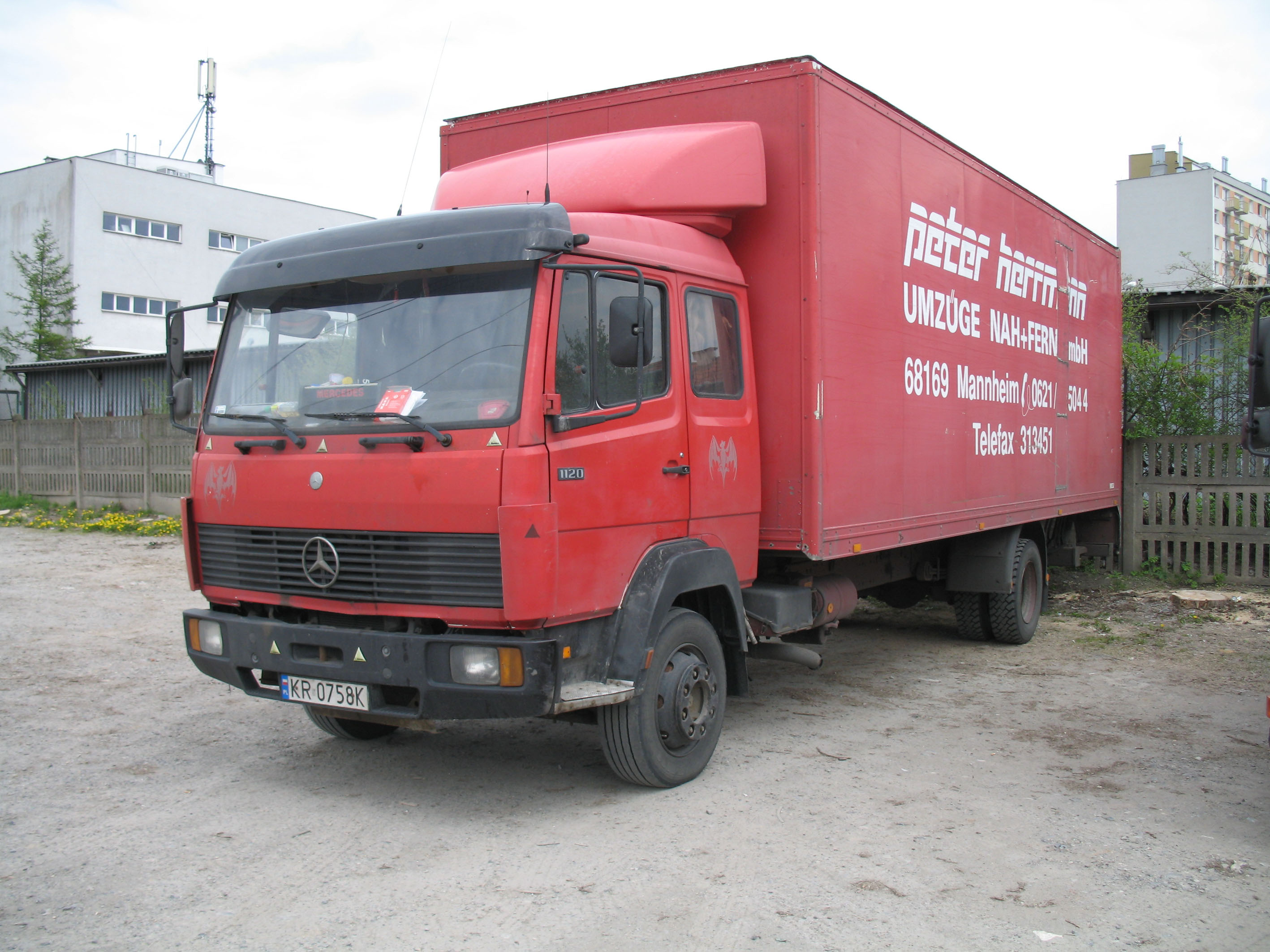
Mercedes-Benz 1120 зі спальною кабіною

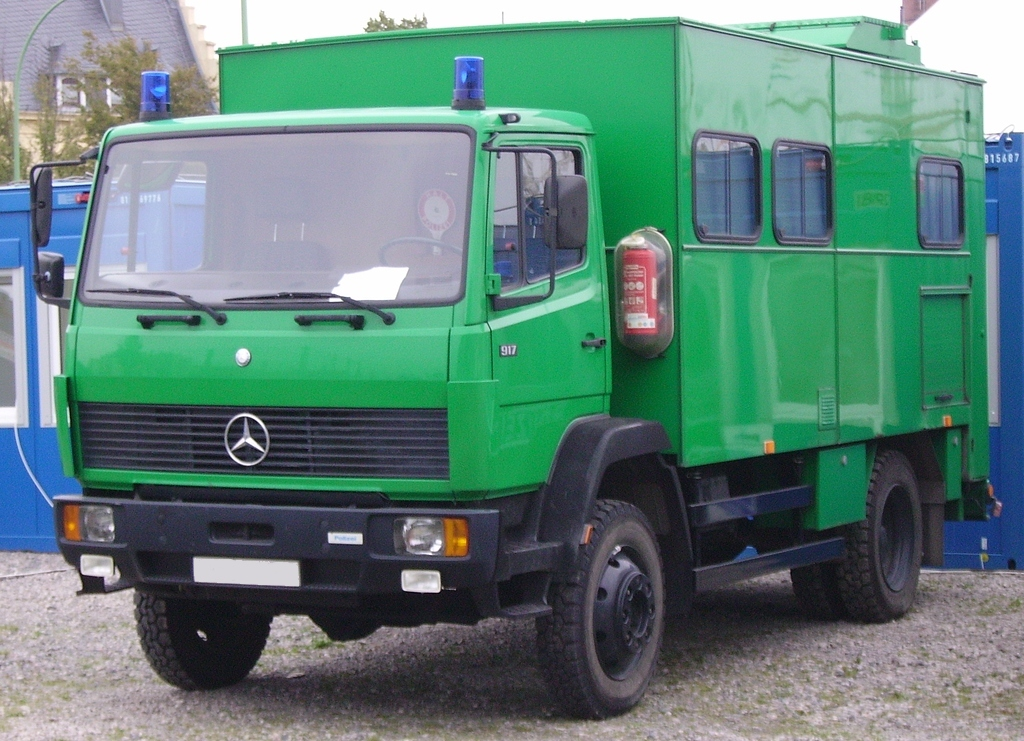
Mercedes-Benz 917 A (4x4)
без спальної кабіни

В 1984 році представлено друге покоління Mercedes-Benz LN також відома як Mercedes-Benz LK (від нім. Leicht Klasse / легкий клас). Автомобілі повною масою 6,5—11 т і оснащувалися атмосферними та турбованими двигунами потужністю 90—201 к.с. (найпотужніший з інтеркулером), обладнаних системою живлення виробництва «Bosch» з рядними ПНВТ та форсунками безпосереднього вприску, спрощеною відкидною кабіною. Вперше ці економічні автомобілі отримали титул «Вантажівка 1985 року». Крім ресорної, автомобілі почали оснащувати ще й пневматичною підвіскою (варіанти, позначені літерою «L» від нім. Luftfederung).
В 1985 році з'явилися повноприводні версії самоскидів «AK» (нім. Allrad Kipper) та пожежних шасі «AF» (нім. Aiirad Feuerwehr). В 1989 році сімейство розширилося 15-тонними версіями LK1517 і LK1520 з двигунами потужністю 170 і 201 к. с. відповідно. В 1991 році представлений найпотужніший двигун потужністю 240 к. с. стандарту Євро-1 для версій з повною масою 11—15 т. Автомобілі представлені 16-ма базовими моделями, з 11-ма варіантами колісної бази, двома типами кабін — денна та зі спальним місцем, п'ятьма варіантами двигунів потужністю від 88 до 240 к. с., удосконаленими 5-, 6- (також із дільником), 7-ступінчастими механічними і 4-ступінчастою гідромеханічною автоматичною коробкою передач, барабанними гальмами всіх коліс, на замовлення можна було отримати антиблокувальну систему «ABS», кондиціонер. Моделі 8—9-ї серій в стандартному оснащенні комплектували колесами розміром 17,5 дюймів із 6-ма шпильками, а 11—15-ї серій — колесами 19,5 дюймів на 8 шпильок, однак повнопривідні та деякі спеціальні версії мали диски на 22,5 дюйми також під 8 шпильок. Найлегші моделі «709» і «809» з економічним 4-циліндровим двигуном потужністю 88 к. с. призначені переважно для експлуатації в місті. Моделі з двигунами потужністю 211—240 к. с. здатні буксирувати автопоїзди повною масою 2—32,5 т. Вони підходять для перевезень, наприклад, об'ємних вантажів малої щільності на будь-які[джерело?] відстані.
B 1991 році з конвеєра почали сходити перші автомобілі з двигунами екологічного класу Євро-1, в 1993 році салон отримав сірий відтінок кольору замість коричневого, чотириспицеве кермо нового зразку, денна коротка кабіна стала довше на 50 мм за рахунок виступаючої задньої стінки, а з 1994 році деякі двигуни почали відповідати стандарти Євро-2. Основні потужності по виробництву моделі «LK» знаходились на заводі в місті Вьорт (нім. Wörth am Rhein), але дуже невеличка частка 8-ї та 11-ї серій до 1994 року сходила з конвеєра в Людвігсфельде (нім. Ludwigsfelde).

### Фейсліфтинг 1996

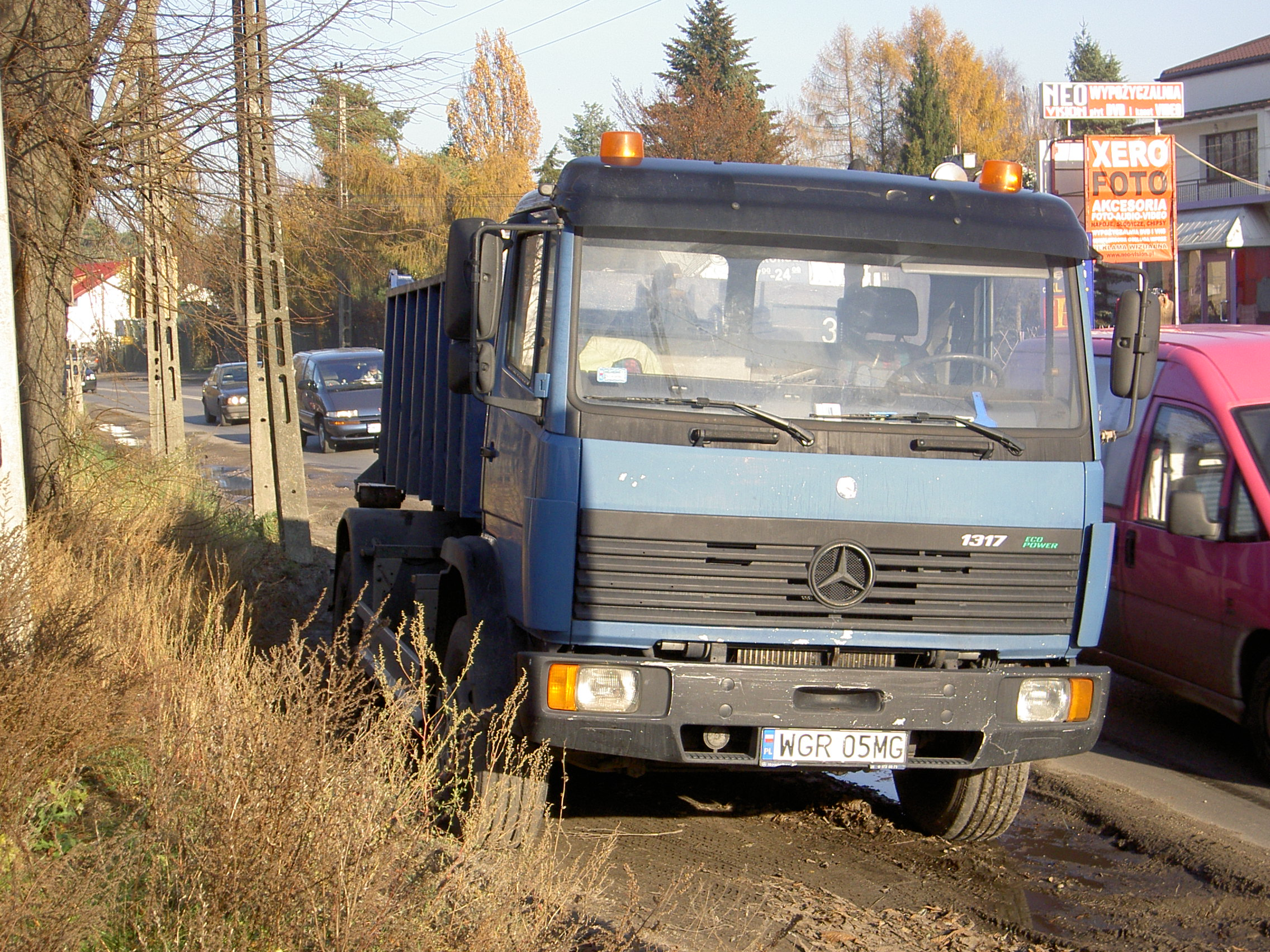
Mercedes-Benz
1317 EcoPower

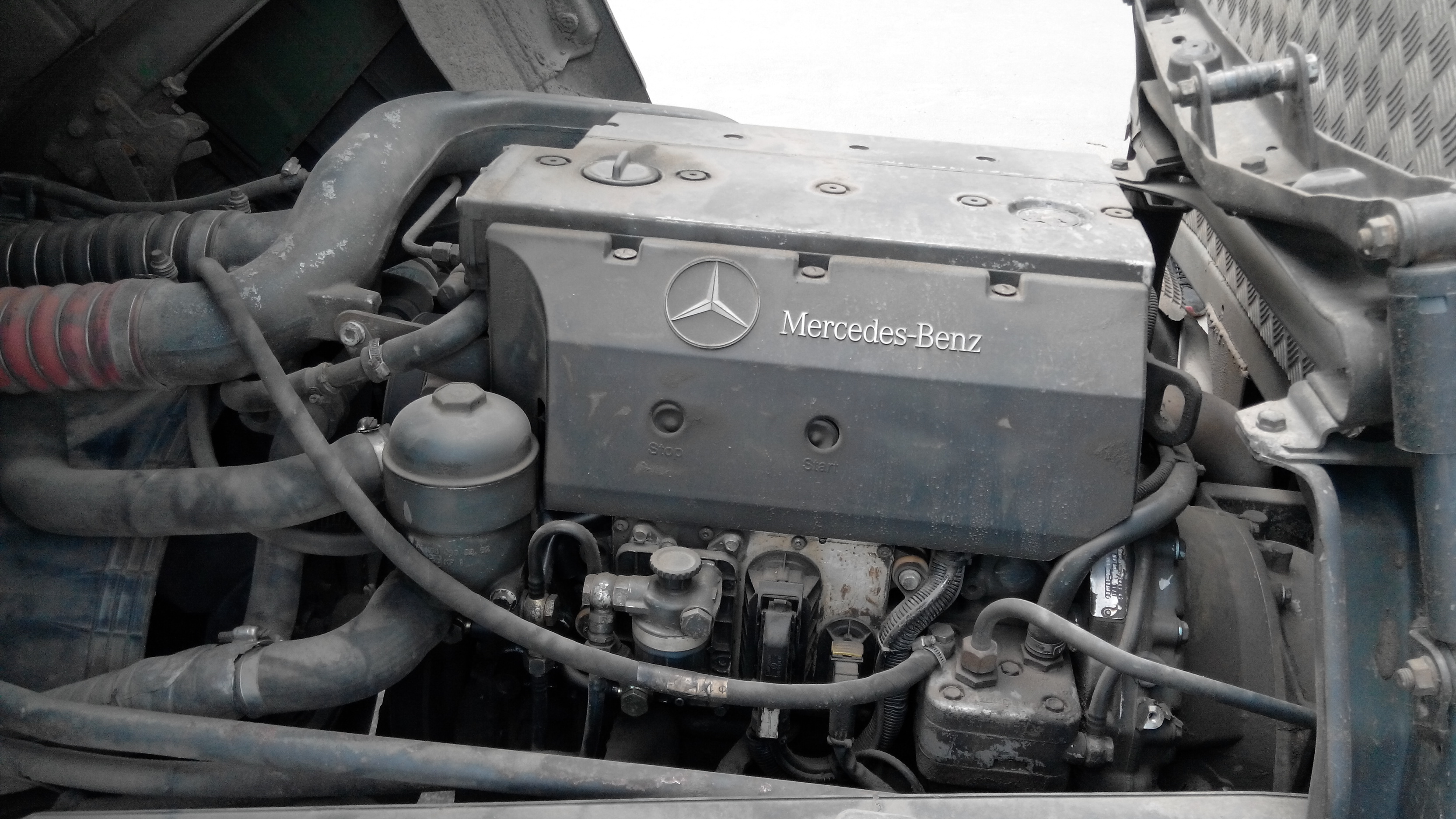
Двигун OM904LA
на «814 EcoPower»

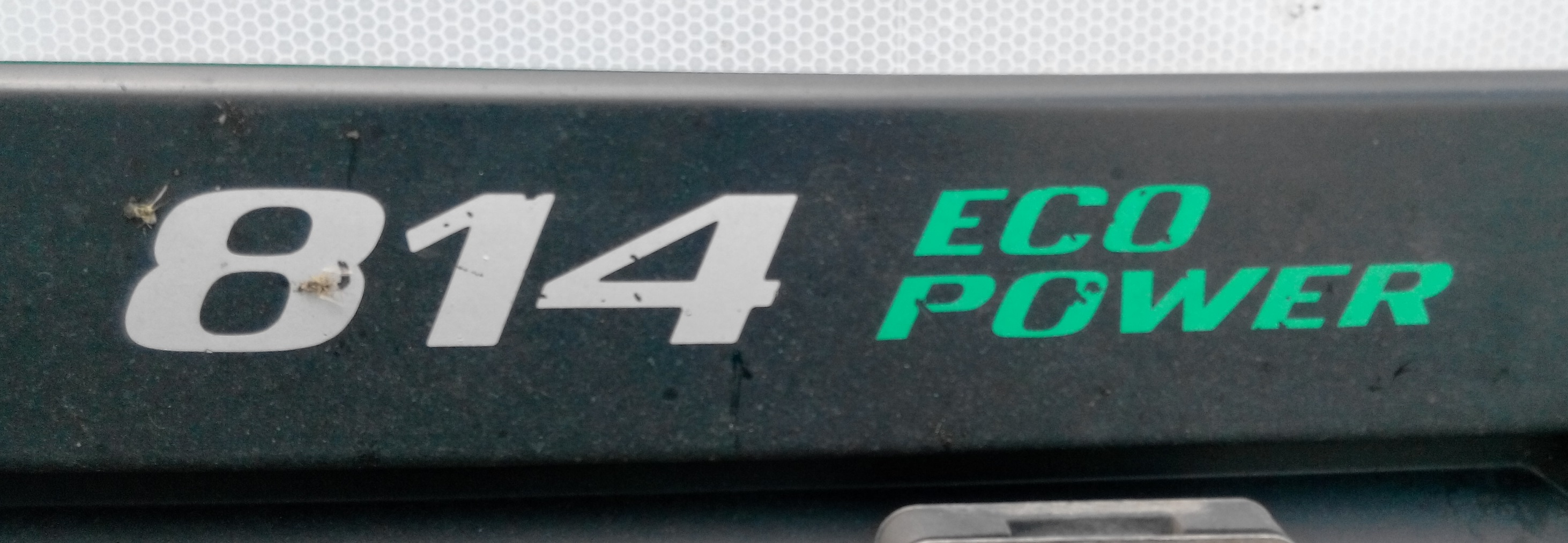
Напис «814 EcoPower»

На початку 1996 року сімейство «LK» було модернізовано. Трохи змінився зовнішній вигляд за рахунок нової цільної фальшрадіаторної решітки, на машинах з'явилися нові двигуни і агрегати трансмісії. Тепер до 4- і 6-циліндрових дизелів серії «300» робочим об'ємом 4,0 і 6,0 л потужністю від 105 до 240 к. с., доведених до стандартів Євро-2, приєдналися досконаліші 4-циліндрові мотори серії «900». Ці двигуни робочим об'ємом 4,25 л розвивають потужність 122, 136 і 170 к. с. Широке використання електроніки та паливна апаратура розробки фірми «Bosch» із насосними секціями Unit Pump (скорочено англ. UPS або нім. PLD - Pumpe-Leitung-Düse) дали змогу підвищити паливну економічність на 6 %, знизити токсичність вихлопу і гучність. Напис «EcoPower» на фальшрадіаторній решітці вказує, що на вантажівці використовується цей двигун нового покоління «OM904LA», також на цих моделях з'явилися нові механічні коробки передач: 5-ступінчаста типу «Ecolite S5-42» виробництва фірми «ZF» та абсолютно нова власна 6-ступінчаста механічна трансмісія типу «G6-60». Усі модифікації автомобілів із пневмопідвіскою отримали її електронне керування «ECAS ECU» (англ. Electronically Controlled Air Suspension/Electronic Control Unit). В 1998 році «LK» змінила модель «Atego».

### Двигуни
| Торгове позначення (використовується в моделі) | Об'єм см3                   | Діаметр × хід поршня мм     | Код двигуна Mercedes-Benz    | Потужність кВт (к.с.) при об/хв норми викидів | Обертаючий момент Нм при об/хв | Роки випуску                | Система живлення                             |
| рядні 4-х циліндрові дизелі                    | рядні 4-х циліндрові дизелі | рядні 4-х циліндрові дизелі | рядні 4-х циліндрові дизелі  | рядні 4-х циліндрові дизелі                   | рядні 4-х циліндрові дизелі    | рядні 4-х циліндрові дизелі | рядні 4-х циліндрові дизелі                  |
| ---------------------------------------------- | --------------------------- | --------------------------- | ---------------------------- | --------------------------------------------- | ------------------------------ | --------------------------- | -------------------------------------------- |
| 609 (тільки на експорт) 709, 809               | 3972                        | ø97,5 × 133                 | OM 364                       | 66 (90) 2800                                  | 266 1400-2200                  | 1984–1993                   | рядний ПНВТ - трубка - форсунка              |
| 709, 809                                       | 3972                        | ø97,5 × 133                 | OM 364                       | 65 (88) 2800 Євро-1                           | 256 1400-2200                  | 1992–1995                   | рядний ПНВТ - трубка - форсунка              |
| 711, 811                                       | 3972                        | ø97,5 × 133                 | OM 364 LA (турбо інтеркулер) | 77 (105) 2600 Євро-2                          | 345 1200-1500                  | 1994–1996                   | рядний ПНВТ - трубка - форсунка              |
| 814                                            | 3972                        | ø97,5 × 133                 | OM 364 LA (турбо інтеркулер) | 103 (140) 2600 Євро-2                         | 500 1200-1500                  | 1994–1996                   | рядний ПНВТ - трубка - форсунка              |
| EcoPower 711, 811                              | 4249                        | ø102 × 130                  | OM 904 LA (турбо інтеркулер) | 90 (122) 2200 Євро-2                          | 470 1200-1600                  | 1996–1998                   | насосна секція - трубка - форсунка (UPS/PLD) |
| EcoPower 814, 914, 1114                        | 4249                        | ø102 × 130                  | OM 904 LA (турбо інтеркулер) | 100 (136) 2200 Євро-2                         | 520 1200-1600                  | 1996–1998                   | насосна секція - трубка - форсунка (UPS/PLD) |
| EcoPower 817, 917, 1117, 1317, 1517            | 4249                        | ø102 × 130                  | OM 904 LA (турбо інтеркулер) | 125 (170) 2200 Євро-2                         | 670 1200-1600                  | 1996–1998                   | насосна секція - трубка - форсунка (UPS/PLD) |
| рядні 6-ти циліндрові дизелі                   |                             |                             |                              |                                               |                                |                             |                                              |
| 814, 914 (AK), 1114 (AK), 1314 (AK), 1514      | 5958                        | ø97,5 × 133                 | OM 366                       | 100 (136) 2800                                | 402 1400-1600                  | 1984–1993                   | рядний ПНВТ - трубка - форсунка              |
| 814, 914 (AK), 1114 (AK), 1314 (AK), 1514      | 5958                        | ø97,5 × 133                 | OM 366                       | 95 (129) 2800 Євро-1                          | 382 1500-1900                  | 1992–1995                   | рядний ПНВТ - трубка - форсунка              |
| 817, 917 (AF/F), 1117 (AK) 1317, 1517          | 5958                        | ø97,5 × 133                 | OM 366 A (турбо)             | 125 (170) 2600                                | 560 1400-1500                  | 1984–1992                   | рядний ПНВТ - трубка - форсунка              |
| 817, 917 (AF/F), 1117 (AK) 1317, 1517          | 5958                        | ø97,5 × 133                 | OM 366 A (турбо)             | 116 (158) 2600 Євро-1                         | 540 1400-1700                  | 1992–1995                   | рядний ПНВТ - трубка - форсунка              |
| 817, 917 (AF/F), 1117 (AK) 1317, 1517          | 5958                        | ø97,5 × 133                 | OM 366 LA (турбо інтеркулер) | 125 (170) 2600 Євро-2                         | 575 1200-1500                  | 1995–1996                   | рядний ПНВТ - трубка - форсунка              |
| 1120 (AF/F), 1320, 1520                        | 5958                        | ø97,5 × 133                 | OM 366 LA (турбо інтеркулер) | 150 (204) 2600                                | 645 1400-1600                  | 1984-1992                   | рядний ПНВТ - трубка - форсунка              |
| 1120 (AF/F), 1320, 1520                        | 5958                        | ø97,5 × 133                 | OM 366 LA (турбо інтеркулер) | 155 (211) 2600 Євро-1                         | 660 1400-1700                  | 1991–1995                   | рядний ПНВТ - трубка - форсунка              |
| 820, 1120 (AF/F), 1320, 1520                   | 5958                        | ø97,5 × 133                 | OM 366 LA (турбо інтеркулер) | 155 (211) 2600 Євро-2                         | 740 1200-1500                  | 1994–1998                   | рядний ПНВТ - трубка - форсунка              |
| 1124, 1224 (AF/F), 1324, 1524                  | 5958                        | ø97,5 × 133                 | OM 366 LA (турбо інтеркулер) | 170 (231) 2600 Євро-1                         | 740 1400-1600                  | 1991–1995                   | рядний ПНВТ - трубка - форсунка              |
| 1124, 1224 (AF/F), 1324, 1524                  | 5958                        | ø97,5 × 133                 | OM 366 LA (турбо інтеркулер) | 177 (240) 2600 Євро-1                         | 760 1250-1500                  | 1991–1995                   | рядний ПНВТ - трубка - форсунка              |
| 1124, 1224 (AF/F), 1324, 1524                  | 5958                        | ø97,5 × 133                 | OM 366 LA (турбо інтеркулер) | 177 (240) 2600 Євро-2                         | 840 1250-1500                  | 1994–1998                   | рядний ПНВТ - трубка - форсунка              |